# Partido de General Villegas
General Villegas es uno de los 135 partidos de la provincia argentina de Buenos Aires. Se encuentra en el extremo noroeste de la provincia y su cabecera es la ciudad de General Villegas. Sus principales actividades económicas son la agricultura y la ganadería, además por su ubicación geográfica en Buenos Aires, es el único municipio que tiene límites con la provincia de Córdoba.

## Límites
El partido de General Villegas, con 7.232,8 km² de superficie, cuarta en extensión de la provincia de Buenos Aires, limita al norte con las provincias de Córdoba y de Santa Fe, al sur con los partidos de Rivadavia y de Carlos Tejedor, al este con los partidos de Ameghino, General Pinto y de Carlos Tejedor y al oeste con las provincias de Córdoba y La Pampa.

## Geografía

### Suelos
La característica geográfica del partido es de una topografía suavemente ondulada. Se extiende sobre un territorio con ondulaciones NE a SO, de conformación arenosa, permeable y fértil, exceptuando ciertas zonas en las que existen lagunas. Como consecuencia del hemiciclo húmedo (1870-1920; 1970-2020), se encuentran anegadas 100 000 ha aproximadamente. Suelos de pradera sobre material loéssico de edad cordobesa, constituyendo suelos productivos del oeste bonaerense. El perfil típico de los suelos del partido es limoarenoso. La buena aptitud de las tierras incidió en su conformación agropecuaria, prácticamente invariable desde sus orígenes. 

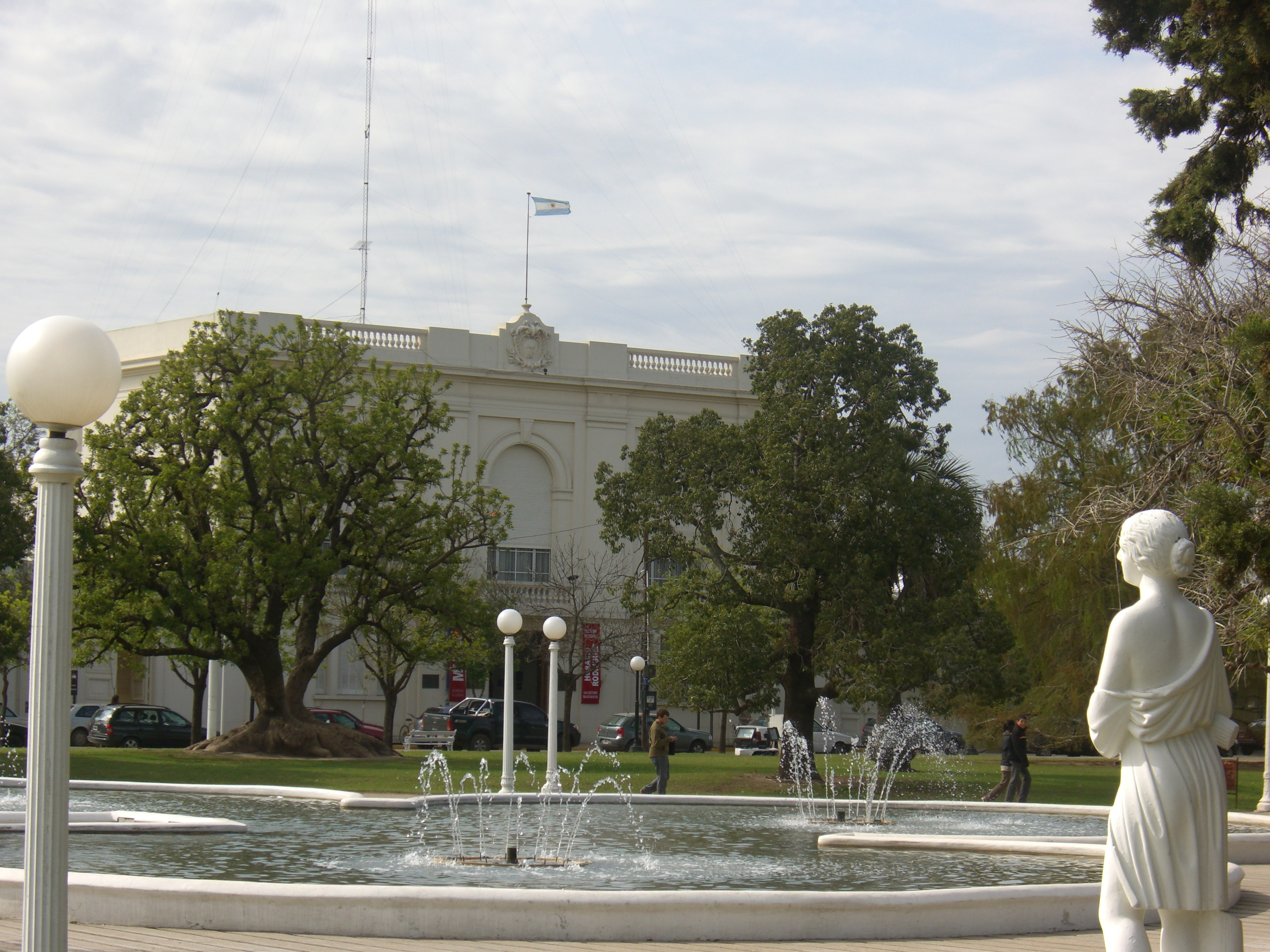
Plaza principal y edificio de la Municipalidad.

### Flora
La vegetación original de la zona estuvo constituida por gramíneas de aceptable valor forrajero, sufriendo transformaciones a lo largo del tiempo por el movimiento de laboreo, sobrepastoreos y la aparición de especies exóticas, malezas que han encontrado condiciones favorables para su existencia, desplazando a las especies nativas. Estas especies exóticas producen frecuentemente en campo cultivados elevadas pérdidas de productividad. Predominan en la zona las especies herbáceas naturales o naturalizadas como estipas, cebadillas, trébol blanco, etc. y las forestales como eucaliptos, acacios, paraíso, coníferas y olmos. En cultivo: trigo, cebada, avena, maíz, soja, girasol, moha. Plagas perennes: el sorgo de Alepo, gramón ( ) y cebollín (Cyperus sp.), y como plagas anuales los cardos, quinuas, yuyo colorado, mostacilla, etc, produciendo mermas en los rendimientos, dificultades de laboreo y cosecha y aumento de costos en la instalación de cultivos. Se las combate por medios mecánicos, mecánico-químico y químico.

### Fauna
La fauna está constituida por especies exóticas y nativas. Predominan liebres europeas, peludos, piches, comadrejas, zorrinos, patos, lechuzas, perdices, martinetas, chimangos, palomas, zorros, mulitas, gaviotas, cuervos, teros, roedores y culebras.

### Inundaciones
Es uno de los partidos más extensos de la provincia, que no cuenta con cursos naturales de importancia y su topografía, llana en su parte superior con pendiente O a E, va de 137 m s. n. m. (en el meridiano) a 110 m s. n. m. en el límite con el partido de General Pinto. En su parte inferior, relativamente ondulada, la pendiente tiene una orientación NO a SE, entre 130 en Gondra y 110 m en el límite con el partido de Carlos Tejedor. 
En 1998 y 1999, las lluvias de 900 mm anuales, provocaron la inundación de más de 250 000 ha. Entre 1990 a 1997 el promedio de lluvias había llegado a 1200 mm anuales, superando en 350 mm la media de los últimos años. 
Recordemos que el hemiciclo húmedo, registrado por el investigador Florentino Ameghino, fue letra muerta, desconociéndose que entre 1870 y 1920, la región soportó un régimen hídrico parecido al de 1973 en adelante.
La más afectada resultó la franja superior del partido, en su longitud E a O, de aproximadamente 100 km por 30 km de ancho (de norte a sur), afectando las poblaciones y campos de Charlone, Santa Regina, Cañada Seca, Villa Saboya, Piedritas, Santa Eleodora y Pichincha.
Al desastre hídrico, ya atenuado, se suman afectaciones de carácter más permanente como son el desborde de la laguna La Picasa, en el extremo noreste del partido y del tío Quinto en el extremo sudoeste, que mantiene campos anegados en una gran extensión. 
La red vial rural compuesta por caminos provinciales y municipales, 3000 km no respondió en la emergencia hídrica, ya que en su mayoría se hallaban por debajo de la cota del hemiciclo seco (entre 1920 y 1970). El tipo de suelo limo-arenoso contribuye al continuo desgaste y voladura de la calzada que provoca, en circunstancias como la descripta, que los caminos se conviertan en verdaderos canales que reciben los desbordes de los campos, dejando de prestar su servicio.
El partido de Villegas, por su condición de limítrofe con tres provincias, es escenario de conflictos con estas provincias vecinas, que trascienden la órbita municipal. A esto se suma el hecho de que en las tres últimas décadas, los problemas hídricos de las provincias vecinas en proximidades de Villegas, se han incrementado en forma proporcional a la ocurrencia del Ciclo húmedo. Por otra parte, no han existido soluciones estructurales a estos conflictos, por parte de la Provincia, por lo que por el momento, no es clara la solución futura a estos problemas.
- Básicamente se trata de tres trabajos:
  - Canalizaciones que desde La Pampa, acceden al Camino del Meridiano V, entre las localidades de Villa Sauze y Banderaló.
  - Desbordes desde la Provincia de Córdoba, que cruzan el límite provincial desde el sur de Coronel Charlone hasta la zona de Cañada Seca.
  - Derrames de la Provincia de Santa Fe, en la zona de la Laguna La Picasa.

Con la ignorancia del proceso cíclico de Secas e Inundaciones, el noroeste bonaerense, que generó un paisaje ondulado, con una pendiente regional muy leve hacia la cuenca del río Salado (Buenos Aires), con ausencia de cursos de importancia.[cita requerida] La ausencia de cursos naturales, se debe a la presencia de cordones medanosos transversales a la pendiente regional, generando un sistema de pequeños bajos aislados, con ausencia de escurrimiento. La lluvia se acumula en las depresiones parciales, siendo su único camino de evacuación, la infiltración y la evaporación. Solamente, existe una secuencia de escurrimiento, ante eventos de magnitud, encadenándose por el desborde sucesivo de un bajo hacia el siguiente. La magnitud de las precipitaciones post 1980 (nueva recurrencia histórica), no generan movimientos de suspensión acua de tierra para formar naturalmente un curso principal. Como afirmara Ameghino hace 100 años, la canalización en este paisaje, genera más efectos nocivos que las propias inundaciones naturales, ya que la interconexión de bajos sucesivos en el Hemiciclo húmedo, transfiere los excedentes de un bajo al siguiente aumentando el volumen transportado en forma geométrica hacia los bajos inferiores, y requiriendo áreas de acumulación cada vez mayores. Desde 2016 Villegas soportó la mayor inundación histórica con una duración de más de 15 meses provocado por abundantes lluvias acontecidas en el noroeste bonaerense y los excesos hídricos que drenan de otras provincias hacia Buenos Aires. Debido a las inundaciones 30 tambos cerraron definitivamente en el interior villeguense, además de una pérdida masiva de cosechas, en dos años disminuyó la producción láctea producción de 120 mil litros a 40 mil. El 90 por ciento de los productores de Charlone cerraron, vendieron o trasladaron sus tambos.

## Listado de intendentes desde 1983
| Intendente              | Mandato                                           | Partido | Partido | Alianza | Alianza |
| ----------------------- | ------------------------------------------------- | ------- | ------- | ------- | ------- |
| Alberto Miguel Ballari  | 10 de diciembre de 1983 - 10 de diciembre de 1987 |         | UCR     |         | —       |
| Alberto Miguel Ballari  | 10 de diciembre de 1987 - 10 de diciembre de 1991 |         | UCR     |         | —       |
| Alberto Miguel Ballari  | 10 de diciembre de 1991 - 10 de diciembre de 1995 |         | UCR     |         | —       |
| Gilberto Oscar Alegre   | 10 de diciembre de 1995 - 10 de diciembre de 1999 |         | PJ      |         | FREJUFE |
| Gilberto Oscar Alegre   | 10 de diciembre de 1999 - 10 de diciembre de 2003 |         | PJ      |         | CJ      |
| Gilberto Oscar Alegre   | 10 de diciembre de 2003 - 10 de diciembre de 2007 |         | PJ      |         | —       |
| Gilberto Oscar Alegre   | 10 de diciembre de 2007 - 10 de diciembre de 2011 |         | PJ      |         | FPV     |
| Gilberto Oscar Alegre   | 10 de diciembre de 2011 - 10 de diciembre de 2013 |         | PJ      |         | FPV     |
| Horacio Daniel Pascual  | 10 de diciembre de 2013 - 10 de diciembre de 2015 |         | FR      |         | —       |
| Eduardo Lorenzo Campana | 10 de diciembre de 2015 - 10 de diciembre de 2019 |         | UCR     |         | CBA     |
| Eduardo Lorenzo Campana | 10 de diciembre de 2019 - 10 de diciembre de 2023 |         | UCR     |         | JxC     |
| Gilberto Oscar Alegre   | 10 de diciembre de 2023 - En el cargo             |         | ERF     |         | JxC     |

1. ↑  Renunció para asumir como Diputado de la Nación por la Provincia de Buenos Aires.

## Localidades del Partido
- General Villegas 18.275 hab.
- Piedritas, 2.160 hab.
- Emilio V. Bunge, 1.986 hab.
- Coronel Charlone (o Fernando Martí), 1.348 hab.
- Banderaló, 1.339 hab.
- Cañada Seca, 718 hab.
- Villa Sauze, 423 hab.
- Santa Regina, 554 hab.
- Villa Saboya, 331 hab.
- Santa Eleodora, 293 hab.
- Massey Est. Elordi, 63 hab.
- Pichincha, 18 hab.

## Población
Según los resultados definitivos del censo de 2022 la población del partido alcanza los 35.251 habitantes.
| Población | 5.233 | 19.403   | 26.401  | 24.100 | 24.702 | 26.225 | 27.494 | 28.960 | 30.864 | 35.251 |
| Variación | -     | +270,78% | +36,06% | -8,71% | +2,49% | +6,16% | +4,83% | +5,33% | +6,57% | +14,2% |

Fuente: Instituto Nacional de Estadísticas y Censos, INDEC

## Conexiones viales

### Rutas Nacionales
General Villegas, cuenta con rutas que la unen con todo el país. La ruta nacional 188, con una extensión en el partido de 76 km, la RN 33 con 103,8 km, y la RN 226 con 25 km, comunican con Mendoza, Buenos Aires, Bahía Blanca, Rosario y Mar del Plata.
Puede arribarse a cualquier punto del país, a través de los empalmes con las rutas. A estas rutas nacionales se agregan la Ruta Provincial (s/n) que une la RN 33, en Piedritas, con la localidad de Emilio V. Bunge completando con ella la trama vial pavimentada que tiene el partido.

#### Lista de rutas
- Ruta Nacional 33
- Ruta Nacional 188
- Ruta Nacional 226

### Rutas provinciales

#### Lista de rutas
- Ruta Provincial 66

### Red vial municipal
- Principal 549 km
- Secundaria 2077 km
- Todos los caminos de tierra, solo transitables con buenas condiciones climáticas.

- Producción agropecuaria: 720.000 ha

Posee una Estación Experimental Agropecuaria del Instituto Nacional de Tecnología Agropecuaria, INTA Villegas.